# Can Pagès (la Vall d'en Bas)
Can Pagès és una obra de la Vall d'en Bas (Garrotxa) protegida com a bé cultural d'interès local.

## Descripció
És un edifici civil de petites dimensions orientat a nord amb teulada a dues vessants. Presenta cossos auxiliars afegits, com un antic forn i una cabana de creació recent. A la façana principal, tant la finestra com la porta estan treballades en pedra i hi ha una llinda datada el 1756 amb el nom d'Antoni Corominola. La casa presenta certa irregularitat, ja que s'adapta a la topografia del terreny. A la banda dreta de l'edifici hi ha una galeria modificada.

## Història
Com totes les cases del poble de Joanetes pertany a aquest segle de prosperitat i de creixement econòmic i demogràfic que es donà a la zona. La modernitat i la manca de l'arxiu parroquial de Joanetes no permet ampliar la documentació.